# Christian N'Sengi
Christian Nsengi-Biembe, né le 23 mai 1963, est un entraîneur de football congolais. Il est directeur technique national de la fédération congolaise depuis novembre 2018.
A décroché jeudi 11 avril son diplôme Licence UEFA Pro.
Dans les années 1990, il fait partie des fondateurs du club de football SK Beko à Kinshasa.

## Carrière d'entraîneur
En 2004, il est nommé entraineur adjoint de l'AS Simba.
Lors de la saison 2007 de Linafoot, Nsengi-Biembe dirige l'AS Vita Club, sans succès. Nsengi-Biembe dirige ensuite l'équipe des moins de 23 ans de la RD Congo, et devient entraîneur des jeunes du RSC Anderlecht.
Le 8 août 2019, Nsengi-Biembe est nommé entraîneur de la RD Congo, en replacement de Florent Ibengé.